# 福爾諾山

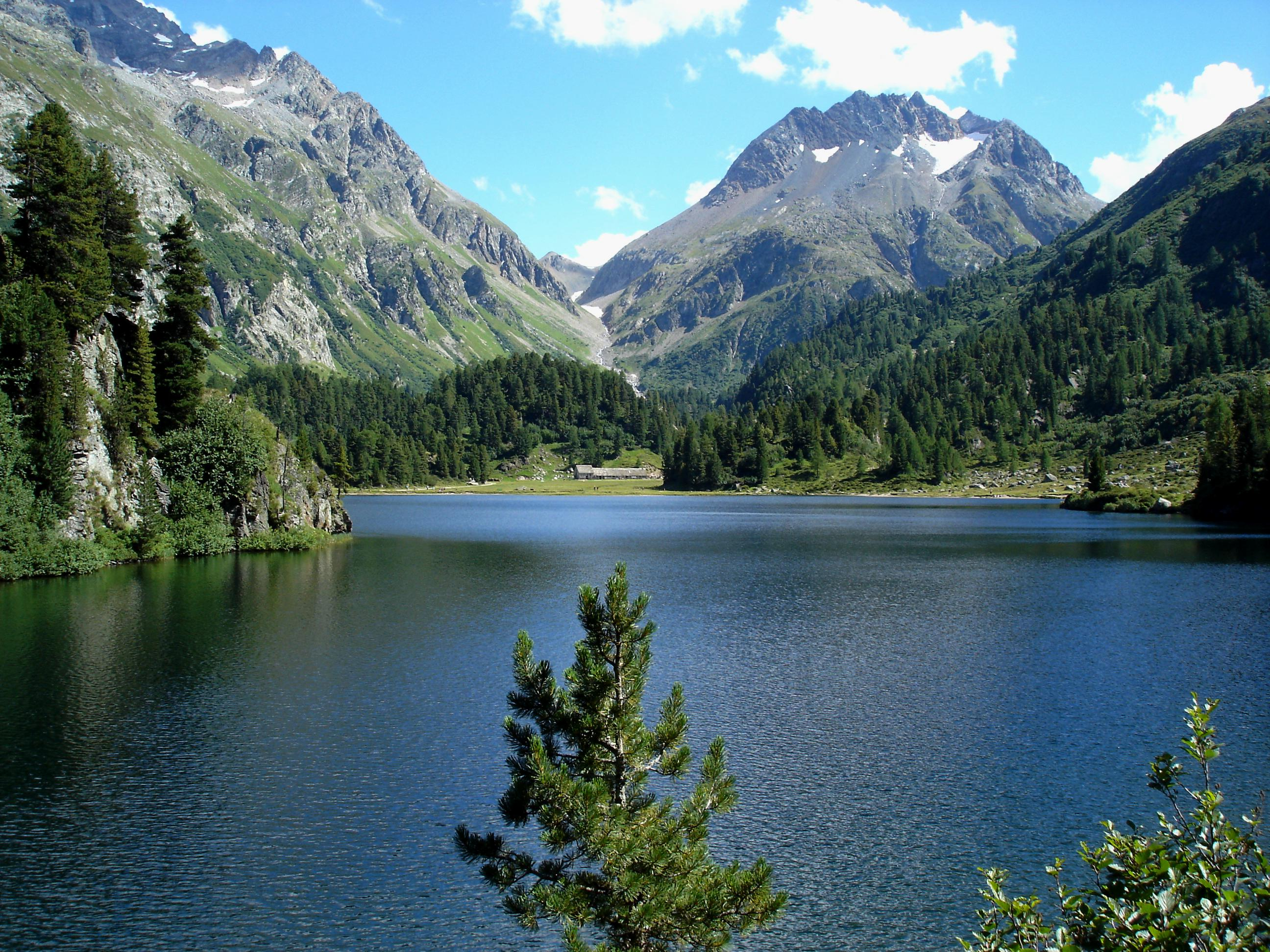

46°20′18″N 9°43′29″E / 46.33833°N 9.72472°E
福爾諾山（義大利語：Monte del Forno），是歐洲的山峰，位於意大利和瑞士接壤的邊境，屬於布雷加格利亞山脈的一部分，海拔高度3,214米，每年平均降雨量1,693毫米。